# Yasmine Allas
Yasmine Allas (Mogadishu, 30 november 1967) is een actrice en schrijfster van Somalische afkomst.
Allas' vader werd vermoord in 1977, en acht jaar later vluchtte ze naar het buitenland. Toen ze in 1987 via Saoedi-Arabië en België in Nederland terechtkwam, volgde ze een toneelopleiding, en acteerde bij een aantal gezelschappen, waaronder De Trust en Nieuw Amsterdam. Haar debuutroman Idil, een meisje verscheen in 1998. In deze roman, over een Somalisch meisje dat zich staande probeert te houden in de harde Somalische mannengemeenschap, speelt het onderwerp vrouwenbesnijdenis een belangrijke rol. 
Ze is een van de zes vrouwen die aan bod komen in het boek De derde feministische golf van Dirk Verhofstadt.

## Spreker
- Op 2 november 2005 sprak Allas op de herdenkingsbijeenkomst voor Theo van Gogh.
- Naast Nederlands spreekt Allas ook Somalisch, Engels en Italiaans.